# Carlo Severini
Carlo Severini (Arcevia, 10 aprile 1872 – Pesaro, 11 maggio 1951) è stato un matematico italiano.

## Biografia
Nato ad Arcevia, in provincia di Ancona, il 10 aprile del 1872, si laureò in matematica all'Università di Bologna nel 1897, sotto la guida di Salvatore Pincherle, di cui fu, subito dopo, nominato assistente volontario, incarico che mantenne fino al 1900. Dopodiché, passò all'insegnamento nelle scuole pubbliche superiori, in varie città italiane, fin quando, vinto un concorso a cattedre nel 1906, assunse la titolarità dell'insegnamento di analisi infinitesimale all'Università di Catania, dove rimase fino al 1918 quando passò alla stessa cattedra dell'Università di Genova, rimanendovi fino al 1942, quando, per raggiunti limiti d'età, fu collocato a riposo. Ritornò, quindi, al suo paese natale, Arcevia, continuando, in pace e serenità, i suoi studi e le sue ricerche.
Morì a Pesaro, l'11 maggio del 1951.

## Contributi
Sulla scia dei lavori del suo maestro, Salvatore Pincherle, i suoi primi lavori riguardarono la teoria delle funzioni variabile reale e complessa e le loro rappresentazioni analitiche ed approssimate. Quindi, si dedicò alla teoria delle equazioni differenziali e integrali, nonché alla teoria dei gruppi ed ai fondamenti dell'analisi infinitesimale, con una maggiore attenzione per la teoria delle funzioni di variabile reale.
I suoi maggiori risultati, per i quali è noto a livello internazionale, riguardarono la teoria delle funzioni analitiche, in particolare le successioni e le serie di funzioni, quindi i sistemi ortogonali di funzioni, nonché la teoria dell'integrazione delle funzioni reali. In quest'ultimo ambito, in alcuni lavori pubblicati sugli Atti dell'Accademia Gioenia di Catania, nei primi anni in cui egli insegnò nell'università etnea, espose quello che sarà chiamato teorema di Severini-Egorov, scoperto sia da Severini (nel 1910) che da Dmitrij Egorov (nel 1911) in maniera indipendente.

## Alcune pubblicazioni
- "Sull'integrazione delle equazioni differenziali ordinarie del primo ordine", Rendiconti dell'Istituto Lombardo di Scienze, XXXI (1898) pp. 657-67.
- "Alcune ricerche sulla teoria delle funzioni analitiche", Rendiconti dell'Istituto Lombardo di Scienze, XXXIV (1901) pp. 891-904.
- "Sulle successioni infinite di funzioni analitiche", Atti dell'Accademia Gioenia di Catania, Serie V, Vol. I (1908) 9 pp.
- "Sullo sviluppo di una funzione reale di due variabili in serie doppia di Fourier", Atti dell'Accademia Gioenia di Catania, Serie V, Vol. II (1909) 20 pp.
- "Sulle successioni di funzioni ortogonali", Atti dell'Accademia Gioenia di Catania, Serie V, Vol. III (1910) 10 pp.
- "Sopra gli sviluppi in serie di funzioni ortogonali", Atti dell'Accademia Gioenia di Catania, Serie V, Vol. III (1910) 7 pp.
- "Sulla convergenza uniforme delle successioni di funzioni analitiche", Atti dell'Accademia Gioenia di Catania, Serie V, Vol. V (1912) 10 pp.
- "Sulle serie di funzioni differenziabili", Atti dell'Accademia Gioenia di Catania, Serie V, Vol. XI (1918) 6 pp.
- "Sulla convergenza delle serie di funzioni ortogonali", Rendiconti dell'Accademia Nazionale dei Lincei, VI (1925) pp. 470-75.